# Tetris
Tetris (del cirílico Те́трис) (anteriormente estilizado como TETЯIS) es un videojuego de lógica soviético originalmente diseñado y programado por Alekséi Pázhitnov. Se publicó el 6 de junio de 1984, mientras trabajaba para la Academia de Ciencias de la Unión Soviética en Moscú, RSFS de Rusia. Su nombre deriva del prefijo numérico griego tetra- (cuatro), ya que todas las piezas del juego, conocidas como tetrominós, contienen cuatro segmentos, y del tenis, el deporte favorito de Pázhitnov.
En el Tetris se juega con los tetrominós, el caso especial de cuatro elementos de poliominós. Los poliominós se han utilizado en rompecabezas populares por lo menos desde 1907. Les dio el nombre el matemático Solomon W. Golomb en 1953. Sin embargo, incluso la enumeración de los pentominós data de la antigüedad.
El juego (o una de sus muchas variantes) está disponible para casi todas las consolas de videojuegos y sistemas operativos de PC, así como en dispositivos tales como las calculadoras gráficas, teléfonos móviles, reproductores de multimedia portátiles, PDAs, reproductores de música en red e incluso como huevo de Pascua en productos no mediáticos como los osciloscopios. También ha inspirado servicios de mesa y se ha jugado en los costados de varios edificios. Mantiene el récord de ser el juego completamente funcional más grande del mundo gracias al esfuerzo de estudiantes holandeses que en 1995 iluminaron quince pisos del Departamento de Ingeniería Eléctrica en la Universidad Técnica de Delft.
Aunque diferentes versiones de Tetris se habían vendido para una amplia gama de plataformas de ordenadores domésticos y arcades durante los años 1980, fue la inmensamente exitosa versión portátil para la Game Boy lanzada en 1989 la que lo convirtió en uno de los juegos más populares de todos los tiempos. La edición número 100 del Electronic Gaming Monthly otorgó a Tetris el número 1 en el escalafón de "Mejores juegos de todos los tiempos". En 2007, Tetris ocupó el segundo lugar en los «100 mejores videojuegos de todos los tiempos» para IGN. Ha vendido más de 170 millones de copias hasta 2016. En enero de 2010, se anunció que el Tetris había vendido más de 100 millones de unidades para teléfonos móviles desde 2005.

## Historia

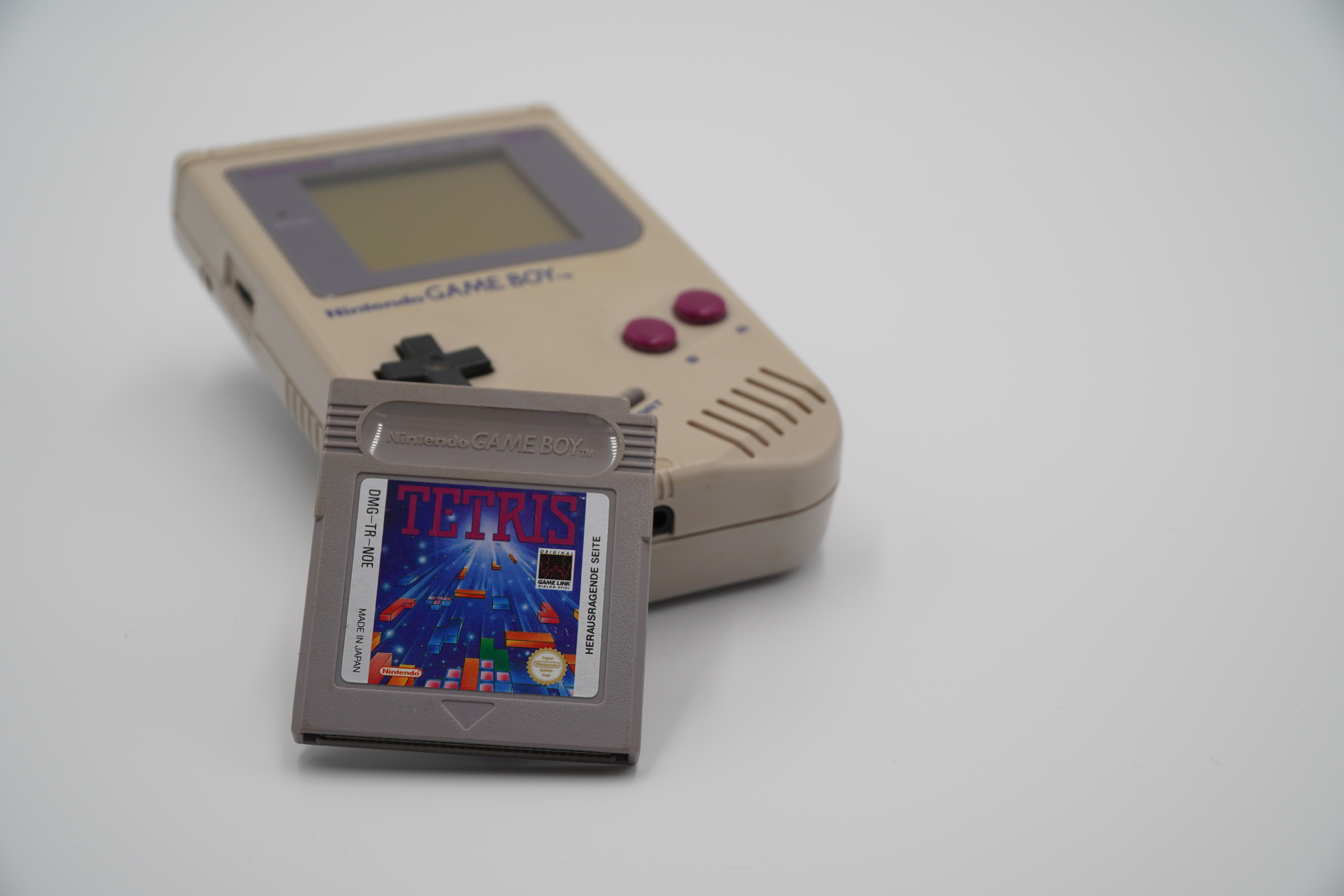
Cartucho de Tetris para la Game Boy (la videoconsola de detrás).

Partida de un Js Tetris, una versión de Tetris de código abierto.

Alekséi Pázhitnov (Sokolov) se había inspirado en un juego de pentaminós que había comprado anteriormente. El nombre «tetris» deriva del étimo griego «tetra», que significa «cuatro», y hace referencia a la cantidad de cuadros que componen las piezas. Alekséi Pázhitnov programó una versión de su juego en un Electrónika 60, según la leyenda en una sola tarde. Hay que tener en cuenta que lo realmente complejo fue llegar a la idea original del juego y no la programación en sí misma. Hoy por hoy la mecánica del juego es muy conocida y es sencillo emularla.
Tetris comenzó a ganar popularidad cuando Vadim Gerasimov, un joven de 16 años que trabajaba en la Academia, portó el juego a IBM PC. Desde ahí se distribuyó gratuitamente en Hungría, donde se programó para Apple II y Commodore 64 por programadores húngaros. Estas versiones llamaron la atención de Robert Stein, que intentaba adquirir los derechos del juego. Antes de conseguir estos derechos, vendió el concepto robado a la empresa inglesa Mirrorsoft y a su filial estadounidense, Spectrum Holobyte, que editaron una versión para Atari ST y Sinclair ZX Spectrum. Tetris se comercializaba en Europa y en Estados Unidos en 1987 con la mención «Fabricado en Estados Unidos, creado en el extranjero».
Tetris ha sido históricamente uno de los videojuegos más versionados y es, junto a las Torres de Hanói, el predilecto de los programadores noveles de juegos. Atari y Nintendo lucharon por robarse la idea y licenciarla; lo logró finalmente este último gracias a Henk Rogers. Tetris fue el juego que acompañó a su novedosa consola portátil Game Boy en su debut, lo que popularizó tanto Tetris como la consola por todo el mundo.
En 1991, Alekséi Pázhitnov emigró a los Estados Unidos y, cinco años después, en 1996, fundó su propia compañía, Tetris Company, junto con Henk Rogers y comenzó a cobrar los derechos de autor.
Después del éxito de este juego, muchos otros trataron de imitarlo. Juegos como Columns o Collapse son ejemplos que han intentado seguir la estela que dejó Tetris, un juego que inauguró un género dentro del panorama arcade. Atari, por su parte, como «contraataque» por perder la licencia de este videojuego, sacó al mercado Klax, un juego de habilidad e inteligencia con una temática similar al Columns y Puyo Puyo.
Existe una versión gratuita muy popular en Internet denominada TetriNET, que proporciona una versión multijugador en arquitectura cliente-servidor, en el que se pueden enfrentar a través de la red de dos a seis personas con la posibilidad de crear equipos. La creó en 1997 St0rmCat y se encuentran en la actualidad clientes para los sistemas operativos Windows (el propio TetriNET y Blocktrix, entre otros), GNU/Linux (GTetrinet) y Mac OS X (Tetrinet Aqua). La singularidad de esta versión es que añade unos bonus especiales llamados en inglés cookies que permiten alterar el juego de los adversarios.
En el siglo XXI sigue siendo un juego popular entre una comunidad y se han superado varios récords.
En principios de 2024 Willis Gibson, un adolescente de 13 años de Stillwater, Oklahoma, logró un hito nunca antes visto en la historia de los videojuegos: llegar al final del Tetris, algo que hasta ese momento solo se creía posible mediante inteligencia artificial.
Un logro documentado en un vídeo de YouTube, en el que se puede ver cómo mientras Gibson jugaba la versión original de Tetris en Nintendo, avanzó hasta tal punto que el juego se congeló, mostrando una puntuación de 999999. 

## Mecánica de juego

Piezas del Tetris

Se basa en tetrominós, figuras geométricas compuestas por cuatro bloques cuadrados unidos de forma ortogonal, las cuales se generan de una zona que ocupa 5x5 bloques en el área superior de la pantalla. No hay consenso en cuanto a las dimensiones para el área del juego, que varía en cada versión. Sin embargo, dos filas de más arriba están ocultas al jugador.
El jugador no puede impedir esta caída, pero puede decidir la rotación de la pieza (0°, 90°, 180°, 270°) y en qué lugar debe caer. Cuando una línea horizontal se completa, esa línea desaparece, todas las piezas que están por encima descienden una posición y liberan espacio de juego y por tanto facilitando la tarea de situar nuevas piezas. La caída de las piezas se acelera progresivamente. El juego acaba cuando las piezas se amontonan hasta llegar a lo más alto (3x5 bloques en el área visible), interfiriendo la caída de más piezas.
Existen distintas versiones del juego. La original tiene siete piezas diferentes. Licencias posteriores añadieron formas suplementarias y existen incluso ciertas licencias para formas tridimensionales.

### Colores de los tetriminos
La versión original de Pajitnov para la computadora Electronika 60 utilizaba corchetes verdes sobre fondo negro para representar los bloques. Algunas personas se refieren a las piezas mediante el color del que están pintadas en una versión particular del juego Tetris, pero antes de la estandarización por The Tetris Company en el 2000, dichos colores han variado versión tras versión, con lo cual llamar a las piezas por su color carece de sentido. Por ejemplo, la pieza T es diferente en todas las versiones del juego.
| Pieza | Tetris original de Alexey Pajitnov | Microsoft Tetris | Sega/Arika (TGM series) | The New Tetris | A partir de Tetris Worlds y Tetris DS | Atari/ Arcade | TETЯIS The Soviet Mind Game | Tetris Battle |
| ----- | ---------------------------------- | ---------------- | ----------------------- | -------------- | ------------------------------------- | ------------- | --------------------------- | ------------- |
| I     | Rojo                               | Rojo             | Rojo                    | Cyan           | Cyan                                  | Rojo          | Rojo                        | Cyan          |
| J     | Blanco                             | Magenta          | Azul                    | Azul-violeta   | Azul                                  | Amarillo      | Naranja                     | Azul          |
| L     | Magenta                            | Amarillo         | Naranja                 | Magenta        | Naranja                               | Magenta       | Magenta                     | Naranja       |
| O     | Azul                               | Cyan             | Amarillo                | Gris Claro     | Amarillo                              | Azul          | Azul                        | Amarillo      |
| S     | Verde                              | Azul             | Magenta                 | Verde          | Verde                                 | Cyan          | Verde                       | Rojo          |
| T     | Marrón                             | Gris             | Cyan                    | Amarillo       | Morado                                | Verde         | Verde oliva                 | Magenta       |
| Z     | Cyan                               | Verde            | Verde                   | Rojo           | Rojo                                  | Naranja       | Cyan                        | Verde         |

## Variantes
Existen muchas variantes de Tetris. Actualmente Blue Planet Software es la propietaria de la propiedad intelectual del juego y vigila la calidad de las versiones que se desarrollan.

### Qwirks
Es una variante de Tetris en la que el objetivo no es formar las clásicas líneas, sino más bien juntar grupos de tres o más bloques del mismo color. Los Qwirks son bloques de cierto color emparejados en una pieza. Estas piezas caen en principio como en el Tetris clásico, con el objetivo el planteado líneas arriba. Tiene varias modalidades, entre la que se destaca el modo «duelo» contra la computadora, que se representa con rivales virtuales con formas de animales. Al derrotar a cada rival, la dificultad y la velocidad del juego aumentan.
Cabe destacar que, cada vez que los jugadores juntan un número específico de bloques del mismo color, caen más Qwirks en la zona del contrincante.

### Magicaliss
El objetivo en esta variación es también formar líneas horizontales con los bloques, aunque hay una serie de nuevas reglas:
- Al lado izquierdo del tablero de juego aparece una ruleta de colores; si el bloque se gira con frecuencia hacia la izquierda o la derecha cambiará de color.
- Existen bloques de color brillante (no puede cambiarse su color), que son muy útiles para hacer líneas, puesto que cuentan como cualquier color.
- Existen bloques negros (no puede cambiarse su color), que son difíciles de usar, puesto que si se completa una línea con ellos, no se borra del tablero.
- Si se forma una línea horizontal con bloques de un mismo color o bloques de un solo color y bloques brillantes, todos los bloques de ese color se borran del tablero.

### Dr. Mario
Se trata de un juego similar en apariencia al Tetris, en el que el Mario de Nintendo se hace pasar por doctor y deja caer píldoras en el campo de juego (diseñado en forma de botella). El jugador debe alinear las píldoras para conseguir derrotar a uno o más virus dependiendo de la alineación y de sus colores. Las píldoras tienen dos partes; cada una de ellas y los virus pueden ser de uno de estos tres colores: rojo, amarillo y azul. Se obtienen de esta forma las seis combinaciones de cápsulas que se pueden dar en el juego y que el jugador deberá ir rotando y alineando de forma que cuatro o más bloques (que pueden ser virus o partes de cápsulas) del mismo color en la misma fila o columna para hacerlos desaparecer. El nivel terminará de forma exitosa cuando se eliminen todos los virus de la botella. El juego finaliza cuando las cápsulas bloqueen el cuello de la botella y no puedan entrar más. El juego tiene 21 niveles que se diferencian en el progresivo número de virus que aparecen inicialmente en cada nivel.

## Tetrisy matemáticas

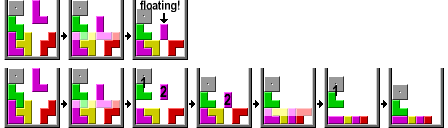
Gravedad en el Tetris

El fundamento del juego son las poliformas conocidas como poliominós, más concretamente las combinaciones de tetrominós. Si, por ejemplo, se produce una larga secuencia de piezas en forma de Z, en algún momento el jugador estará obligado a dejar un hueco en la esquina derecha, sin poder rellenar el hueco anterior. Ahora se produce una nueva secuencia de piezas en forma de S, y así hasta que las piezas se amontonan y acaba el juego.
Como la distribución de las piezas es aleatoria, esta secuencia terminará ocurriendo. En la práctica, esto no sucede porque el generador de números pseudoaleatorios utilizado en la mayor parte de las implementaciones es un generador lineal de congruencias que no devuelve una secuencia así.
Incluso con un generador teóricamente perfecto de números aleatorios y gravedad ingenua, un buen jugador podrá resistir la caída de ciento cincuenta piezas, todas en forma de S o de Z. La probabilidad de que, en un momento dado, las siguientes ciento cincuenta piezas sean todas así es de 1 / (7/2)150 (aproximadamente 1 / (4 × 1081)). Este número tiene el mismo orden de magnitud que el número de átomos que hay en el universo conocido.[cita requerida]
Se ha demostrado que varios de los subproblemas de Tetris son NP-completo.

## Efectos cognitivos deTetris
De acuerdo con el Dr. Richard Haier, jugar al Tetris de forma prolongada puede llevar a una actividad cerebral más eficiente durante el juego. Cuando se juega a Tetris por primera vez, aumentan la función y la actividad cerebrales y se incrementa también el consumo de energía cerebral, medido por la tasa metabólica de la glucosa. A medida que el jugador de Tetris se vuelve más hábil, el cerebro reduce su consumo de energía y de glucosa, lo que indica una actividad cerebral más eficiente para el juego. Jugar al Tetris de forma moderada (media hora al día durante tres meses) incrementa las funciones cognitivas tales como «pensamiento crítico, razonamiento, procesamiento del lenguaje» y aumenta también el espesor de la corteza cerebral.
En enero de 2009, un grupo de investigación de la Universidad de Oxford dirigido por la Dra. Emily Holmes informó en PLoS ONE que, en voluntarios sanos, jugar al Tetris poco después de ver material traumático en el laboratorio redujo el número de flashbacks que esas escenas provocaban la semana siguiente. Creen que el juego puede interrumpir los recuerdos que se conservan de las visiones y de los sonidos que se presenciaron y que luego se vuelven a experimentar a través de flashbacks involuntarios y angustiantes. El grupo espera desarrollar más este enfoque como una posible intervención para reducir los flashbacks experimentados en el trastorno de estrés postraumático, pero enfatizó que estos son solo resultados preliminares.
De acuerdo con un estudio canadiense de abril de 2013, jugar Tetris ayuda a los adolescentes con ambliopía (ojo perezoso), lo cual es mejor que tapar con un parche el ojo sano de la víctima para entrenar su ojo más débil. El Dr. Robert Hess, del equipo de investigación, dijo: «Es mucho mejor que aplicar parches, es mucho más divertido, es más rápido y parece funcionar mejor». Cuando se probó en el Reino Unido también pareció ayudar a los niños con ese problema.
El juego puede provocar que se imaginen combinaciones de Tetris de forma involuntaria aun cuando no se esté jugando (el llamado efecto Tetris), aunque esto puede ocurrir con cualquier videojuego o situación real que proyecte las imágenes o los escenarios de forma repetida, tales como los rompecabezas.

## Música
- La banda sonora de la segunda edición (versión 1.1) del Tetris para Game Boy se convirtió en una de las más conocidas, hasta tal punto que el nivel 20 en Tetris DS está basado en la versión original de la versión de la Game Boy. Esta es un arreglo instrumental de la canción popular rusa llamada «Korobeiniki»,[33] que ha sido interpretada por diferentes bandas como Doctor Spin, Ozma, Tokyo Ska Paradise Orchestra[34] y el grupo de techno Scooter en su álbum de 2007 Jumping All Over the World. Asimismo se editó en «21 Concepts» por MC Lars y se sampleó en la base de «Tetris Rap» que hizo Soma[35] y usó Porta en 2006. Por otra parte, el grupo Al-Hambre! la interpreta para finalizar todos sus conciertos. Además, en el escenario «Luigi's Mansion» (De Luigi) en Super Smash Bros. Brawl se puede utilizar la versión llamada «Tetris: A Type»[36] y «Tetris: B Type».[37]
- La canción C en la versión de la Game Boy es un arreglo de las Suites francesas de Johann Sebastian Bach.[38]
- Una de las canciones en la versión de la NES es «Danza del Hada de Azúcar», de El Cascanueces, ballet compuesto por Piotr Ilich Chaikovski.
- Una canción de las versiones de la BPS y Tengen es «Kalinka», una famosa canción rusa escrita por Ivan Petrovich Larionov.
- En Neo Geo Battle Coliseum, uno de los ataques de Ai es una referencia a Tetris.
- En el videojuego de baile Pump It Up, en su versión NX2 aparece una canción denominada «Pumptriss Quatro», debida al compositor coreano Yahpp, en el que se incluyen varias canciones de Tetris, y el video de la canción, son piezas de Tetris y el personaje bailarín ruso.
- En la canción «Katiuska Primera Fantasía», en el minuto 5:49 se oye una melodía muy similar a la canción del Tetris.
- En Just Dance 2015 es una de las canciones elegibles.[39]
- Inspiró el Tetris Rap del rapero industrializado Porta.[40]

## Cine
Tetris apareció en el cortometraje de animación Pixels de 2010 y en la película de 2015 del mismo nombre inspirada en el primero.
En 2014, se anunció que Threshold Entertainment se había asociado con Tetris Company para desarrollar Tetris: The Movie, una adaptación cinematográfica del juego. El CEO de Threshold describió la película como una aventura épica de ciencia ficción que sería la primera parte de una trilogía. En 2016, se informó en un comunicado de prensa que la película se filmaría en China en 2017 con un presupuesto de 80 millones de dólares. Sin embargo, ninguna fuente de 2017 o posterior, confirma que la película realmente haya entrado en producción.
En 2020, se anunció una película titulada Tetris sobre la batalla legal que rodeó al juego a fines de la década de 1980, protagonizada por Taron Egerton como Henk Rogers. La película se estrenó el 31 de marzo de 2023 en Apple TV+.

### Juegos en línea
- La versión de Tetris para MS-DOS se puede jugar gratis en el navegador en Internet Archive.
- JsTetris de código abierto en JavaScript.
- Juego Free Tetris en línea.

- Datos: Q71910
- Multimedia: Tetris / Q71910